# فرد گمبل
فرد گمبل (انگلیسی: Fred Gamble؛ ۲۶ اکتبر ۱۸۶۸ – ۱۷ فوریهٔ ۱۹۳۹) یک هنرپیشه اهل ایالات متحده آمریکا بود.

## فیلم‌شناسی
- یک رسوایی برادوی (۱۹۱۸)
- سایخ فریاد (۱۹۲۰) -
- ضد گلوله (۱۹۲۰)
- عشق هرگز نمی‌میرد (۱۹۲۱)
- گلف (۱۹۲۲)
- زن دنیادیده (۱۹۲۵)
- آسیاب سرخ (۱۹۲۷)